# Dean Timmins

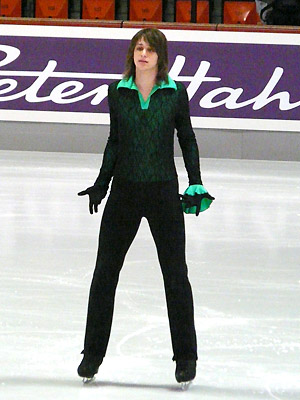
Timmins en 2007

Dean Timmins (nacido el 11 de agosto de 1986 en Wolverhampton, Reino Unido) es un  patinador artístico sobre hielo australiano. Logró la cuarta posición en los campeonatos nacionales de Australia de 2007 y 2008, tras obtener la medalla de bronce en categoría júnior en 2006.

## Resultados deportivos
| Evento                               | 2004-2005 | 2005-2006 | 2006-2007 | 2007-2008 | 2008-2009 | 2009-2010 |
| ------------------------------------ | --------- | --------- | --------- | --------- | --------- | --------- |
| Campeonato de los Cuatro Continentes |           |           | 20.º      |           |           |           |
| Campeonato Nacional de Australia     | 10.º J.   | 3.º J.    | 4.º       | 4.º       |           | 5.º       |
| Nebelhorn Trophy                     |           |           |           | 21.º      |           |           |
| Ondrej Nepela Memorial               |           |           |           | 19.º      |           |           |
| 2005–2006 ISU Junior Grand Prix      |           | 26.º      |           |           |           |           |

- J = Nivel júnior